# Slatina (Levice)
Slatina es un municipio del distrito de Levice en la región de Nitra, Eslovaquia, con una población estimada a final del año 2024 de 329 habitantes.
Se encuentra ubicado al este de la región, cerca de los ríos Ipoly y Hron (ambos, afluentes izquierdos del Danubio) y de la frontera con la región de Banská Bystrica.

## Demografía
| Año        | 1994 | 2004     | 2014    | 2024    |
| ---------- | ---- | -------- | ------- | ------- |
| Población  | 312  | 359      | 335     | 329     |
| Diferencia |      | +15,06 % | −6,68 % | −1,79 % |

| Año        | 2023 | 2024    |
| ---------- | ---- | ------- |
| Población  | 324  | 329     |
| Diferencia |      | +1,54 % |